# Enarthromyces indicus
Enarthromyces indicus — вид грибів, що належить до монотипового роду  Enarthromyces.